# Miroir de jade des quatre inconnues

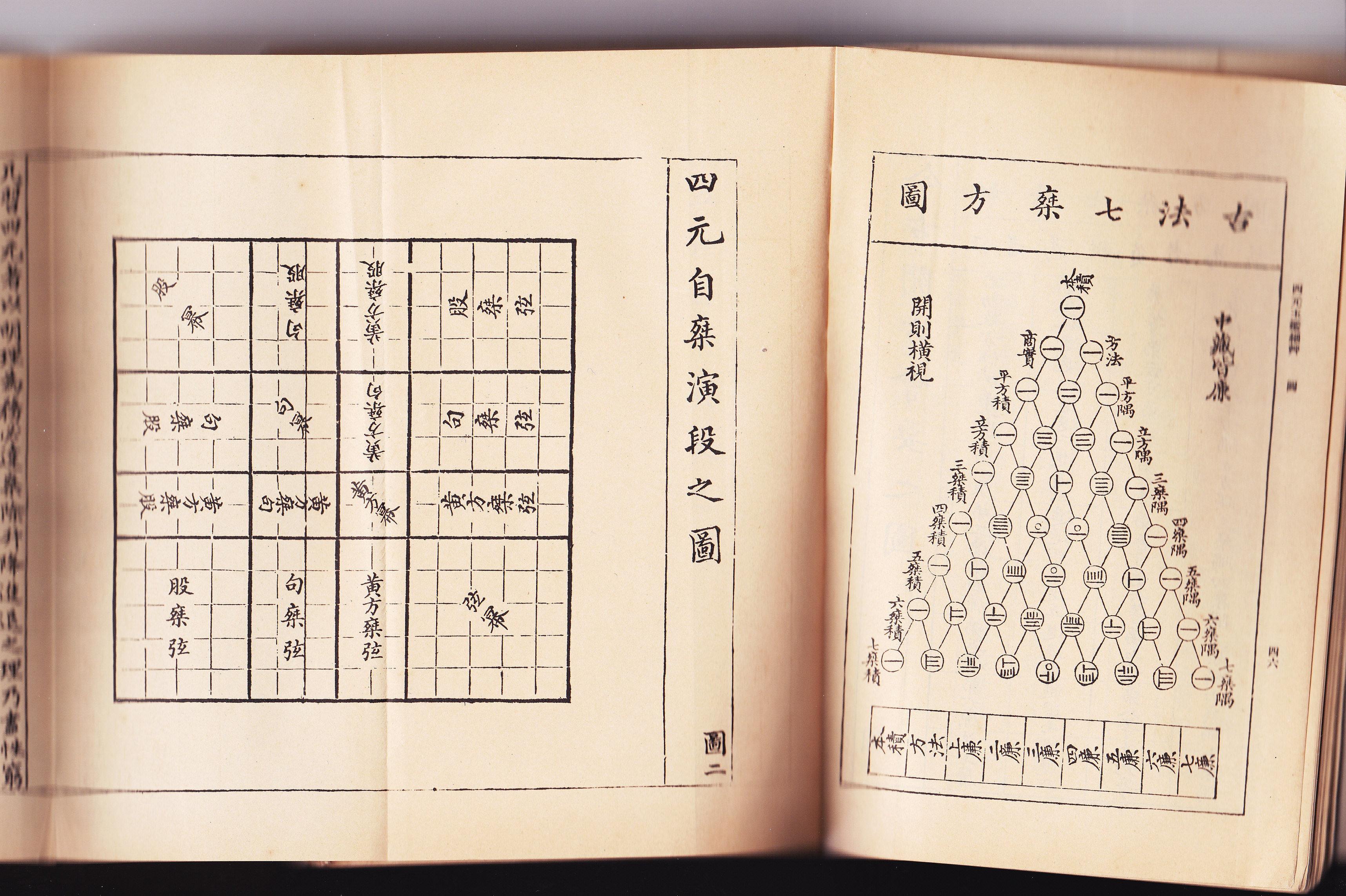
Illustrations provenant du Miroir de Jade des Quatre Inconnues

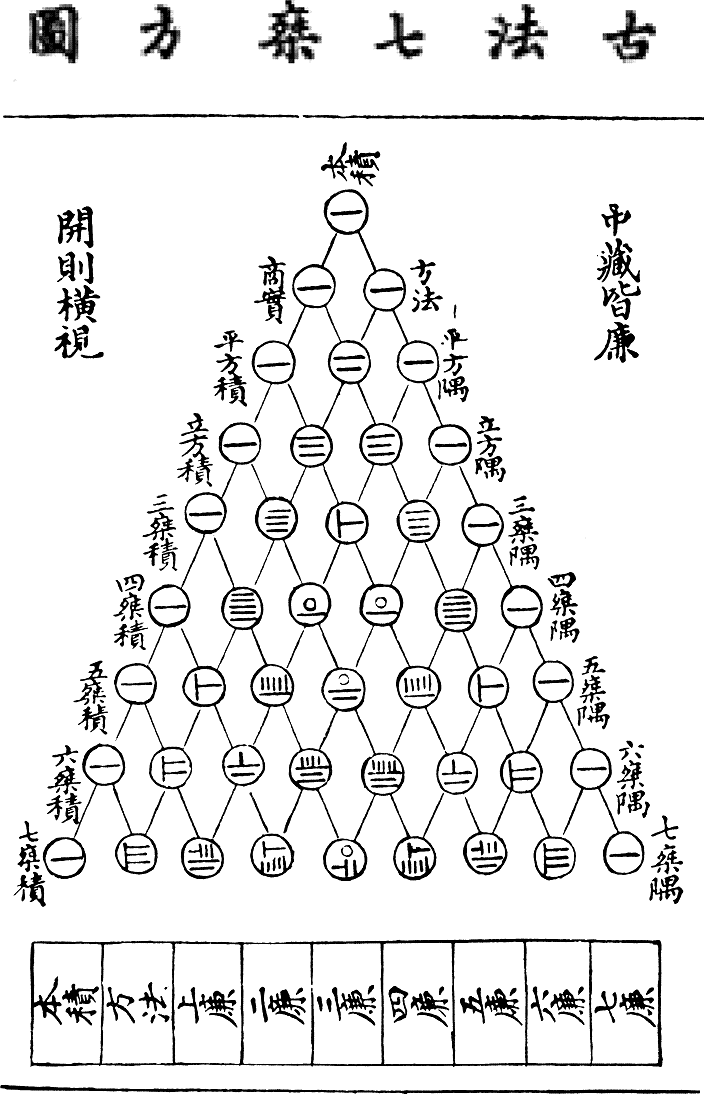
Le triangle de Jia Xian

Le Miroir de jade des quatre inconnues, ou Siyuan yujian (四元玉鉴), également connu sous le nom de Miroir de jade des quatre origines, est une monographie mathématique écrite en 1303 par le mathématicien Zhu Shijie de la dynastie Yuan.
Le livre se compose d'une introduction et de trois volumes, le tout contenant un total de 288 problèmes. Les quatre premiers problèmes de l'introduction servent à illustrer sa méthode des quatre inconnues. Il montre comment convertir un problème énoncé verbalement en un système d'équations polynomiales (jusqu'au 14e degré), en utilisant jusqu'à quatre inconnues : 天Ciel, 地Terre, 人Homme et 物 Matière. Puis il montre comment réduire ce système à une seule équation polynomiale à une inconnue, par élimination successive des inconnues. Il résout ensuite l'équation de degré supérieur posée par le mathématicien Qin Jiushao, qui a vécu sous la dynastie Song, dans sa méthode "Ling long kai fang", publiée en 1247 dans le Shùshū Jiǔzhāng (“Traité mathématique en neuf sections”). Pour ce faire, Zhu utilise ce que nous appelons le triangle de Pascal, et qui est pour lui « la méthode de Jia Xian présentée dans le Shi Suo Suan Shu », Jia étant un mathématicien chinois ayant vécu entre 1010 et 1070.
Zhu résout également des problèmes de racines carrées et cubiques en résolvant des équations quadratiques et cubiques, et améliore la compréhension des séries et des progressions, les classant selon les coefficients du triangle de Pascal. Il a également montré comment résoudre des systèmes d'équations linéaires en réduisant la matrice de leurs coefficients à des formes diagonales (en). Ses méthodes datent de plusieurs siècles avant Blaise Pascal, William Horner et les méthodes matricielles modernes. La préface du livre décrit comment Zhu a voyagé en Chine pendant 20 ans en tant que professeur de mathématiques.
Le Miroir de jade des quatre inconnues se compose de quatre livres, avec 24 classes et 288 problèmes, dont 232 problèmes à une variable tirés du Tian yuan shu (en), 36 problèmes à deux variables, 13 problèmes à trois variables, et 7 problèmes à quatre variables.

## Introduction

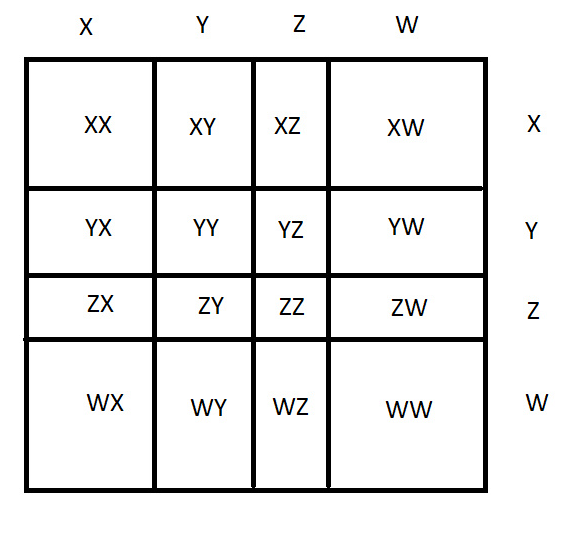
Le carré de la somme des quatre grandeurs d'un triangle à angle droit

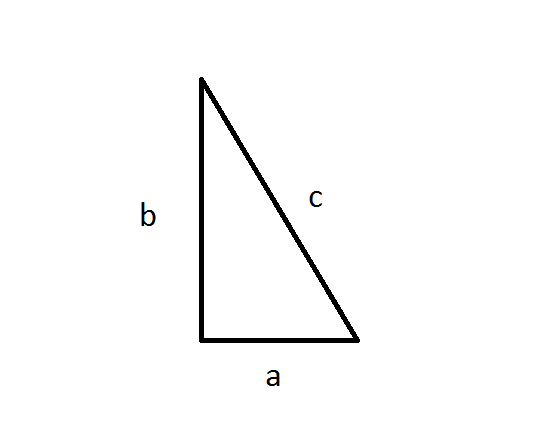
a:"go" base b "gu" vertical c "Xian" hypoténuse

Les quatre grandeurs x, y, z, w peuvent être présentées avec le diagramme suivant :
x
y 太w
z
Dont le carré est :

### Les nébuleuses unitaires
Cette section traite du Tian yuan shu, soit des problèmes a une inconnue.
Question : Étant donné que le produit de huangfan et zhi ji est égal à 24 pas, et que la somme de la verticale et de l'hypoténuse est égale à 9 pas, quelle est la valeur de la base ?
Réponse : 3 pas
Configurez le tian unitaire comme étant la base (c'est-à-dire laissez la base être la quantité inconnue x)
Puisque le produit de huangfang et de zhi ji = 24
dans lequel
huangfan est défini comme suit :{\displaystyle (a+b-c)}
zhi ji :{\displaystyle ab}
c'est pourquoi {\displaystyle (a+b-c)ab=24}
De plus, la somme de la verticale et de l'hypoténuse est :
{\displaystyle b+c=9}
Configurez l'inconnu tian unitaire comme étant la verticale (c'est-à-dire laissez la verticale être la quantité inconnue x)
{\displaystyle x=a}
On obtient l'équation suivante
 （{\displaystyle x^{5}-9x^{4}-81x^{3}+729x^{2}=3888}）
 太

Résolvez-la et obtenez x=3

### Le mystère des deux natures
太 (Tian) Unitaire

équation： {\displaystyle -2y^{2}-xy^{2}+2xy+2x^{2}y+x^{3}=0};
à partir de la
太 (Tian) Unitaire

équation： {\displaystyle 2y^{2}-xy^{2}+2xy+x^{3}=0};
nous obtenons：
太 (Tian) Unitaire

{\displaystyle 8x+4x^{2}=0}
et
太 (Tian) Unitaire

{\displaystyle 2x^{2}+x^{3}=0}
En utilisant une méthode d'élimination, on obtient une équation quadratique :

{\displaystyle x^{2}-2x-8=0}
solution: {\displaystyle x=4}。

### L'Évolution de trois talents
Méthode de résolution d'un problème a trois inconnues
Zhu Shijie explique de manière détaillée sa méthode d'élimination et son exemple a été cité à maintes reprises dans les revues et la littérature scientifique,,.
Configurez trois équations comme suit :
太

{\displaystyle -y-z-y^{2}x-x+xyz=0} .... I
{\displaystyle -y-z+x-x^{2}+xz=0}.....II
太

{\displaystyle y^{2}-z^{2}+x^{2}=0;}....III
Après élimination de l'inconnu entre II et III par manipulation de l'échange de variables, nous obtenons :
 太 (Tian) Unitaire

{\displaystyle -x-2x^{2}+y+y^{2}+xy-xy^{2}+x^{2}y} ...IV
et
太 (Tian) Unitaire

{\displaystyle -2x-2x^{2}+2y-2y^{2}+y^{3}+4xy-2xy^{2}+xy^{2}}.... V
Après élimination de l'inconnu entre IV et V, on obtient une équation du 3e degré :
{\displaystyle x^{4}-6x^{3}+4x^{2}+6x-5=0}
Résolvez cette équation du 3e degré pour obtenir : {\displaystyle x=5}
Changer les variables
On obtient que l'hypoténuse =5 pas

### Simultané des quatre éléments
Cette section traite des équations simultanées a quatre inconnues
{\displaystyle {\begin{cases}-2y+x+z=0\\-y^{2}x+4y+2x-x^{2}+4z+xz=0\\x^{2}+y^{2}-z^{2}=0\\2y-w+2x=0\end{cases}}}

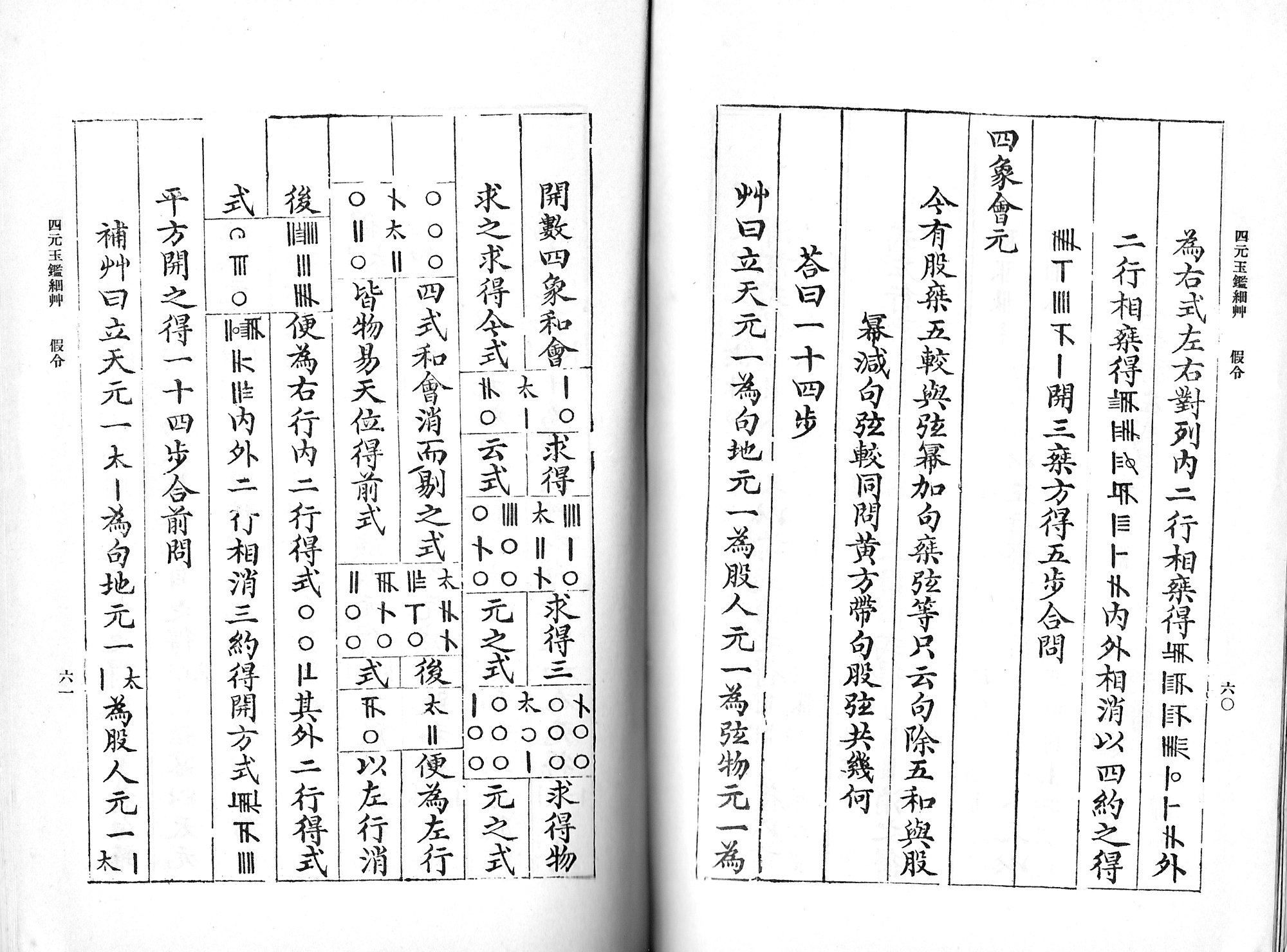
équations a quatre inconnues

En procédant à une élimination successive des inconnues on obtient :
 {\displaystyle 4x^{2}-7x-686=0}

Résolvez ce problème et obtenez 14 pas.

## Livre I

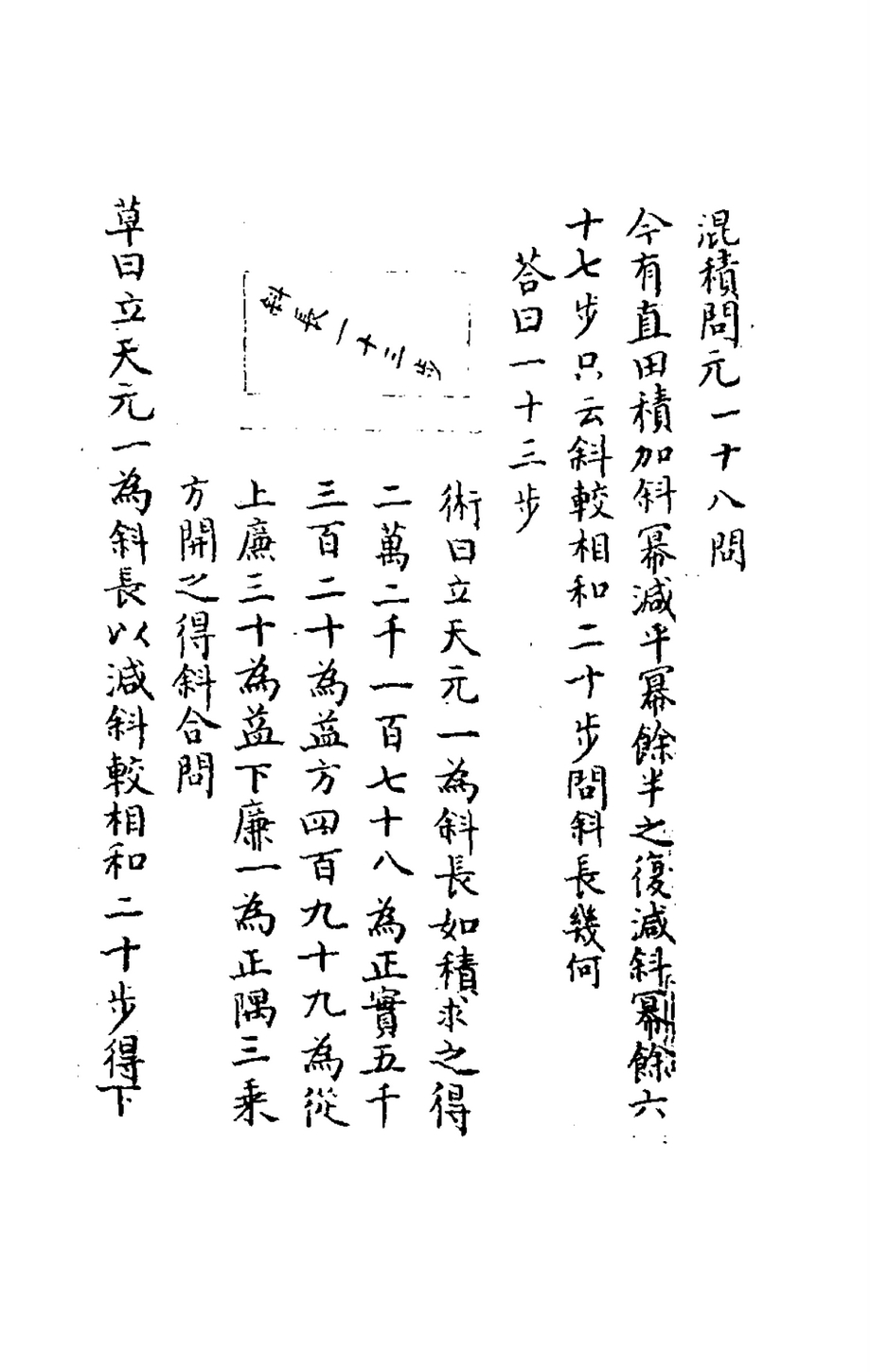

### Problèmes de triangles et rectangles à angle droit
Il y a 18 problèmes dans cette section.
Problème 18
Obtenir une équation polynomiale de degrés 10 :
{\displaystyle 16x^{10}-64x^{9}+160x^{8}-384x^{7}+512x^{6}-544x^{5}+456x^{4}+126x^{3}+3x^{2}-4x-177162=0}
La racine de ceci est x = 3， multiplié par 4, pour obtenir 12. C'est la réponse finale.

### Problemes de figures planes
Il y a 18 problèmes dans cette section

### Problèmes de marchandises (vendues) à la pièce
Il y a 9 problèmes dans cette section

### Problèmes liés à l'entreposage du grain
Il y a 6 problèmes dans cette section

### Problèmes sur le travail
Il y a 7 problèmes dans cette section

### Problèmes d'équations de racines fractionnaires
Il y a 13 problèmes dans cette section

## Livre II

### Arpentage à l'aide de triangles à angle droit
Il y a 8 problèmes dans cette section
Problème 1

« Question : Il y a une ville rectangulaire de dimension inconnue qui a une porte de chaque côté. Il y a une pagode située à 240 pas de la porte sud. Un homme qui marche à 180 pas de la porte ouest peut voir la pagode, il marche ensuite vers le coin sud-est pendant 240 pas et atteint la pagode ; quelle est la longueur et la largeur de la ville rectangulaire ?
Réponse : 120 pas en longueur et en largeur un li »

Avec le tian unitaire faisant la moitié de la longueur, on obtient une équation de quatrième degré
{\displaystyle x^{4}+480x^{3}-270000x^{2}+15552000x+1866240000=0}
le résoudre et obtenir x=240 pas，donc longueur =2x= 480 pas=1 li et 120pas。
Simultanément, laissez le tian unitaire (x) être égal à la moitié de la largeur
nous obtenons l'équation：
{\displaystyle x^{4}+360x^{3}-270000x^{2}+20736000x+1866240000=0}
Résolvez-la pour obtenir x=180 pas，longueur =360 pas =1 li。
Problème 7 : Identique à La profondeur d'un ravin (à l'aide de barres transversales) du Haidao Suanjing (en).
Problème 8 : Identique à La profondeur d'un bassin transparent du Haidao Suanjing (en)

### Convoquez des hommes selon les besoins
Le problème No 5 est la première formule d'interpolation du 4e ordre.
hommes convoqués :{\displaystyle na+{\tfrac {1}{2!}}n(n-1)b+{\tfrac {1}{3!}}n(n-1)(n-2)c+{\tfrac {1}{4!}}n(n-1)(n-2)(n-3)d}
Dans lequel
- a= différence de 1er ordre
- b=différence de 2e ordre
- c=différence de 3e ordre
- d=différence de 4e ordre

## Livre III

### Pile de fruits
Cette section contient 20 problèmes concernant des piles triangulaires ou rectangulaires
Problème 1
Trouver la somme de la pile triangulaire
{\displaystyle 1+3+6+10+...+{\frac {1}{2}}n(n+1)}
et la valeur de la pile de fruits est :
{\displaystyle v=2+9+24+50+90+147+224+\cdots +{\frac {1}{2}}n(n+1)^{2}}
Zhu Shijie utilise le Tian yuan shu (en), pour résoudre ce problème en laissant x=n
Il obtient ainsi cette formule
{\displaystyle v={\frac {1}{2\cdot 3\cdot 4}}(3x+5)x(x+1)(x+2)}
À partir des conditions données {\displaystyle v=1320}, d'où
{\displaystyle 3x^{4}+14x^{3}+21x^{2}+10x-31680=0}
Résolvez-la pour obtenir {\displaystyle x=n=9}。
Par conséquent,
{\displaystyle v=2+9+24+50+90+147+224+324+450=1320}。

### Équation à quatre inconnues
Six problèmes à quatre inconnues
Question 2
Donne un ensemble d'équations à quatre inconnues :
{\displaystyle {\begin{cases}-3y^{2}+8y-8x+8z=0\\4y^{2}-8xy+3x^{2}-8yz+6xz+3z^{2}=0\\y^{2}+x^{2}-z^{2}=0\\2y+4x+2z-w=0\end{cases}}}